# Rosa Donner
Rosa Donner (* 5. August 2003 in Klagenfurt am Wörthersee, Kärnten) ist eine österreichische Seglerin in der olympischen Bootsklasse 470er Jolle. Im November 2022 lag sie auf dem 33. Platz der Weltrangliste der World Sailing Federation in ihrer Bootsklasse. Mit ihrem Vorschoter Sebastian Slivon wurde sie 2022 U21-Weltmeisterin, U24-Bronzemedaillengewinnerin und Vizeeuropameisterin. Seit Jänner 2023 ist der Oberösterreicher Niklas Haberl ihr neuer Vorschoter.

## Werdegang
Donner segelt seit 2008 am Wörthersee. Seit 2010 nimmt sie an nationalen und internationalen Regatten teil. Mit 10 Jahren (2014) segelte sie erstmals bei einer U15 Optimisten Europameisterschaft in Dún Laoghaire. Mit 12 Jahren (2015) gewann Rosa Donner die Österreichische U15 Meisterschaft im Optimisten und segelte bis 2016 bei drei Optimisten-Europameisterschaften. Mit 13 Jahren stieg sie in die nächste Ausbildungsklasse des OeSV, die 420er Jolle, um. Mit 15 Jahren gewann Donner mit ihrem Vorschoter Sebastian Slivon die Österreichische U19 Meisterschaft am Traunsee. In Folge gewannen Rosa Donner und Sebastian Slivon einige nationale und internationale Titel. Bei der 420 Weltmeisterschaft U17mixed erreichten sie den 7. Platz. (all over 9. Platz).

### Wechsel in die Bootsklasse 470er
Anfang 2020 erreichten Donner / Slivon den 1. Platz bei der 420er-Weltmeisterschafts-Qualifikation vor Sanremo / Italien und den 1. Platz bei der offenen Kroatischen 420er Meisterschaft in Zadar. Wegen Corona wurden die Europameisterschaften und Weltmeisterschaften abgesagt. Das Team wechselte in Abstimmung mit Matthias Schmid, Sportdirektor des Österreichischen Segel-Verbandes, in die olympische Bootsklasse 470, trainiert vom dreifachen Olympioniken Florian Reichstädter.
2021, bei der 470mixed Europameisterschaft U21 in Formia / Italien, gewannen sie die Bronzemedaille, und bei der 470mixed Weltmeisterschaft U21 in Sanremo segelten sie auf den fünften Platz. Im Oktober 2021 wurden Donner und Slivon ins Österreichische Nationalteam berufen.

### Weltcup
Im April 2022 startete das Donner Slivon Sailingteam erstmals im Segel-Weltcup. Bei der Regatta Trofeo Princesa Sofía in Palma de Mallorca erreichten die beiden den 50. Platz unter 66 Teilnehmern. Im Silberfleet segelten sie auf die Plätze 2/11/14/DNF(34)/10/7.
Bei der Kieler Woche segelten sie auf den 23. Platz. Auch erreichten Donner und Slivon die Österreichische Qualifikation für die 470er Segel-Europameisterschaft 2021 in Vilamoura / Portugal und für 2022 in Çeşme / Türkei sowie den 470er Segel-Weltmeisterschaften 2021 in Quarteira und 2022 in Sdot Jam / Israel. Derzeit steht Rosa Donner in der offiziellen Weltrangliste der World Sailing Federation auf Rang 33.

### U21-Weltmeisterschaft 470mixed
Bei der Europameisterschaft in Vilamoura wurden sie 2022 Vizeeuropameister im 470mixed U21. Bei der Weltmeisterschaft in Tihany / Ungarn stand einen Tag vor WM-Ende der Weltmeistertitel fest. Zudem konnten die beiden noch die U24-Bronzemedaille für Österreich sichern.

## Erfolge

### 470mixed Weltmeisterschaften Junioren
- San Remo 2021: 5. Platz U21
- Tihany 2022: 1. Platz U21; 3. Platz U24
- Nida 2023: 8. Platz U24

### 470mixed Europameisterschaften Junioren
- Formia 2021: 3. Platz U21; 10. Platz U24
- Vilamoura 2022: 2. Platz U21; 11. Platz U24
- Gdynia 2023: 9. Platz U24

### 470mixed Weltmeisterschaften
- Vilamoura 2021: 17. Platz
- Sdot Jam 2022: 43. Platz

### 470mixed Europameisterschaften
- Vilamoura 2021: 24. Platz
- Çeşme 2022: 38. Platz

## Auszeichnungen
- 2015: Sportehrenzeichen in Silber[21] der Stadt Klagenfurt
- 2020: Kopf des Jahres in der Kategorie Junge Talente – Kleine Zeitung
- 2021: Kärntnerin des Tages[22] – Kleine Zeitung
- 2021: Sportehrenzeichen in Gold[23] der Stadt Klagenfurt
- 2022: Sonderehrung[24] LH Peter Kaiser – Land Kärnten